# ダブドリ
ダブドリは、株式会社ダブドリから発行されている、バスケットボールを扱った書籍シリーズ。形態は雑誌だが、雑誌コードではなく書籍コードで流通している。そのため、書店でも雑誌棚ではなくスポーツ書籍の棚に置いてあることが多い。

## 概要
2017年11月に大柴壮平、大西玲央、鈴木廣富らによって創刊された。「バスケで『より道』しませんか」をキャッチコピーに、Bリーガーだけでなくストリートボーラーや審判など幅広くインタビューを行っている。また、既存のバスケットボール専門誌には無かった20ページ前後の超ロングインタビューを載せることから、「バスケ界の『rockin'on』」などと呼ばれる事もある。

## 連載
- GRIND（大柴壮平）
- バスケは新海（新海岳人）[vol.1 - 13]
- 泉秀岳の兼業コーチ奮戦記（泉秀岳）：連載開始当初は選手とアシスタントコーチを兼任していたが、2021-22シーズンからヘッドコーチ専任になったため、vol.12掲載分から「泉秀岳の新米コーチ奮戦記」にタイトル変更。
- ON MY FRIDGE（7A）[vol.1- ]
- ちょっと聞いてよ岡田先生（岡田優介）
- BALL TONGUE営業日誌（MUя）[vol.1- ]
- NBA好きレースクイーン藤宮あかりのレナードに恋してる（藤宮あかり）[vol.1 - 13]
- バスケの街を訪れる映画放浪記シネマトラベリング シネトラ（タツヤ・マキオ）[vol.1- ]
- ダブドリ探検隊（大柴壮平）
- 「寺嶋良」とは1%の才能と49%の努力と50％の読書である。（寺嶋良）[vol.14-]
- 主役になりたいひよこたち （中﨑絵梨奈）[vol.14 - ]

## 書籍一覧
表紙の選手が巻頭インタビューに登場する。
| ナンバー | 表紙                                     | 発売日         | ISBNコード        |
| -------- | ---------------------------------------- | -------------- | ----------------- |
| vol.1    | ロバート・サクレ                         | 2017年11月30日 | ISBN9784871196024 |
| vol.2    | 田口成浩                                 | 2018年3月15日  | ISBN9784871196031 |
| vol.3    | 西村文男                                 | 2018年5月31日  | ISBN9784871196048 |
| vol.4    | KYONOSUKE（寺嶋恭之介）                  | 2018年9月29日  | ISBN9784871196055 |
| vol.5    | 宇都直輝、比留木謙司                     | 2019年1月30日  | ISBN9784871196062 |
| vol.6    | 渡邊雄太                                 | 2019年6月4日   | ISBN9784871196079 |
| vol.7    | 多嶋朝飛                                 | 2019年9月28日  | ISBN9784871196086 |
| vol.8    | ジュリアン・マブンガ                     | 2020年2月15日  | ISBN9784871196093 |
| vol.9    | 田渡凌                                   | 2020年5月9日   | ISBN9784871196109 |
| vol.10   | テーブス海、B.T.テーブス                 | 2021年1月22日  | ISBN9784871196123 |
| vol.11   | アイザイア・マーフィー                   | 2021年4月30日  | ISBN9784871196147 |
| vol.12   | 藤井祐眞                                 | 2021年10月8日  | ISBN9784871196154 |
| vol.13   | サーディ・ラベナ                         | 2022年2月15日  | ISBN9784871196161 |
| vol.14   | ザック・バランスキー、愛子・バランスキー | 2022年5月27日  | ISBN9784871196178 |